# Millennium (miniserie televisiva)
Millennium è una miniserie televisiva in sei episodi a produzione svedese-danese, andata in onda per la prima volta nel 2010, ispirata alla trilogia di romanzi Millennium di Stieg Larsson.
In Italia è stata trasmessa da LA7 a partire dal 21 settembre 2011.
La serie riprende in realtà i tre film del 2009 Uomini che odiano le donne, La ragazza che giocava con il fuoco, e La regina dei castelli di carta, ognuno diviso in due episodi, con l'aggiunta in totale di circa 110 minuti di scene aggiuntive.
Uscita in DVD in italia l'8 febbraio 2012.